# Sri Indraditya
Sri Indraditya (in lingua thai ศรีอินทราทิตย์), il cui nome viene anche traslitterato Sri Intraditya, Si Inthratit ed in altri modi (... – 1270) è conosciuto come fondatore nel 1238 d.C. del Regno di Sukhothai, di cui fu il primo sovrano fino alla morte avvenuta nel 1270, e della Dinastia Phra Ruang.
Il regno si trovava nell'odierna Thailandia Centrale e fu il primo grande Stato dei siamesi, chiamati oggi thailandesi, etnia che fa parte dei popoli tai.

## Biografia
Sri Indraditya era stato governatore di Bang Klang, un odierno distretto della provincia di Sukhothai che faceva allora parte del Regno di Lavo. Tale regno, la cui popolazione era in prevalenza mon, era tributario dell'Impero Khmer e ne costituiva l'avamposto più occidentale. Nel periodo in cui fu governatore era chiamato Po Khun Bang Klang Thao, o più semplicemente Hao. Assieme al governatore Khun Pha Mueang della vicina Rad, guidarono una ribellione popolare e sconfissero le truppe di Lavo impadronendosi della città di Sukhothai. Dichiararono l'indipendenza di quei territori dal Regno di Lavo e dal controllo dei Khmer, le cui esose tasse erano state alla base della rivolta.
Khun Bang Klang Thao fu proclamato re di Sukhothai, capitale del suo regno, prese il nome di origine sanscrita Pho Khun Sri Intraditya (lett. re sole con il potere di Indra) e diede vita alla dinastia che sarebbe durata fino alla metà del XV secolo. Il suo valore ed il suo coraggio portarono i sudditi a chiamarlo Phra Ruang (letteralmente principe glorioso), appellativo che passò poi ai suoi eredi divenendo il nome della dinastia. A Khun Pha Mueang venne assegnato il vicino territorio dell'odierna Si Satchanalai.
Il sovrano ebbe dalla moglie Nang Suang tre figli: il primo morì in giovane età, il secondo, Ban Mueang, gli succedette sul trono ed il terzo fu Ramkhamhaeng (letteralmente Rama il coraggioso) che, salito al trono dopo il fratello, avrebbe portato Sukhothai alla massima espansione ed al massimo splendore.